# Subduktion
Indenfor pladetektonik er subduktion et område, hvor to af jordskorpens plader støder imod hinanden, og den tungeste presser sig ned under den anden – altså underskydning. Derved sker der en delvis opsmeltning af den neddykkende plade, og det nydannede magma har en mere sejtflydende konsistens. Dette medfører, at den opstigende magma vil danne mere eksplosive vulkaner på jordens overflade, da den sejtflydende lavas konsistens bevirker, at gasserne har sværere ved at undslippe i vulkanens udbrud. Man kalder det også for en destruktiv pladegrænse.